# Раковичі (рід)
Раковичі — козацько-старшинський, згодом — дворянський рід, що походить від Семена Раковича (р. н. невід. — п. до 1687), прилуцького полкового писаря (1672—85). Від свого тестя — прилуцького полковника Лазаря Горленка (див. Горленки) — отримав значні земельні маєтності, які стали основою багатства роду. Нащадки Семена обіймали уряди значкових товаришів, військових товаришів та бунчукових товаришів, переважно у Прилуцькому полку. Із цього роду походять: Іван Єгорович (1863 — після 1915), громадський і політичний діяч російського націоналістичного спрямування, відомий оратор, голова Подільського союзу російських націоналістів, подільський губернський предводитель дворянства (1910—13), дійсний статський радник, камергер імператорського двору (1912), член Державної ради Російської імперії від Подільського губернського земства (із 1913); Андрій Андрійович (1869 — р. с. невід.), громадський і політичний діяч, голова Козелецької повітової земської управи (1895), козелецький повітовий предводитель дворянства (1896—1906), член 3-ї та 4-ї Державних дум Російської імперії, та його син Андрій Андрійович (1891—1966), російський еміграційний релігійний діяч, староста православної парафії м. Грац (Австрія).
Можливо, до цього роду належали: Микола Васильович Р. (1858—1916), генерал-майор (1915), учасник Першої світової війни, командир 19-ї артилерійської бригади (1915—16), який загинув на фронті, та Андрій Миколайович Ракович  (1815—66), художник-пейзажист, академік живопису російської Академії мистецтв (1845), хоча існували однойменні роди зовсім іншого походження.
Гілка Тодорських-Раковичів бере початок від Нестора Федоровича Тодорського (1-ша пол. XVIII ст.), значкового товариша Прилуцького полку (1709—51), який одружився з Парасковією Павлівною Ракович, онукою Семена Раковича. Нащадки цього подружжя успадкували подвійне прізвище.
Рід внесений до 6-ї частини Родовідної книги Чернігівської губернії.